# Тупољев АНТ-3
Тупољев АНТ-3/Р-3, (рус. Туполев АНТ-3/Р-3), је једномоторни двокрилни авион на клипно елисни погон потпуно металне конструкције руског произвођача ОКБ 156 Тупољев (Опитни конструкциони биро - Тупољев) вишенаменски авион - предвиђен за извиђача и транспорт. То је био први совјетски авион потпуно металне конструкције који се серијски производио.

## Пројектовање и развој
Радови на пројектовању авиона АНТ-3 су почели 1. августа 1924. године за време тестирања претходног авиона АНТ-2 од свог претходника авион АНТ-3 је наследио комплетан труп, а за разлику од њега био је једномоторини двокрилац са снажнијим мотором. Авион АНТ-3 је као и претходник био потпуно металне конструкције и првенствено је намењен за извиђање совјетског Војног Ваздухопловства. Прототип авиона је био готов у јулу месецу 1925. године а 6. августа 1925. пилот В. Н. Филипов је обавио први пробни лет. Фабричко тестирање овог авиона је трајало до октобра 1925. године у току тог тестирања направљен је лет Москва-Кијев-Москва. На основу резултата тестирања и предлога пробног пилота М. Громова направљен је други прототип код кога је мотор Liberty од 400 KS замењен је мотором Napier Lion од 450 KS, повећани резервоари за гориво и уз измене крилних упорница добијен је авион са много бољим карактеристикама. Авион је добио име „пролетер“ и касније је служио за пропагандне летове. На основу измена и даљег побољшања конструкције авиона направљен је серијски извиђачки борбени авион који је добио ознаку Р-3. У току производње мењали су се мотори тако да су постојали авиони са моторима Liberty L-12/Микулин М-5*, Napier Lion и Lorraine Dietrich 12Eb. Поред ових мотора који су се уграђивали у серијске авионе, вршен је експеримент са уградњом BMW VI мотора али је то остало само на прототипу.
Напомена: * мотор Микулин М-5 је рађен по лиценци америчког мотора Liberty L-12 снаге 400 KS. 

### Технички опис
Авион Тупољев АНТ-3 је био једномоторни двокрилац металне конструкције, са једним клипно елисним, течношћу хлађеним дванаесто цилиндричним линијским мотором, снаге од 400 до 450 KS, који је постављен на носу авиона. Мотор је имао двокраку дрвену елису са фиксним кораком. Авион је имао фиксни (неувлачећи) стајни трап са два независна точка постављених на систем полуга везаних за труп авиона. На вертикалној полузи стајног трапа налазио се амортизер за ублажавање удара при слетању авиона. Трећа ослона тачка је била дрљача која се налази на репу авиона. Труп авиона је преузет од претходника авиона АНТ-2, измена је извршена у предњем делу трупа настала због уградње знатно већег мотора тако да је пилотска кабина која се налазила испред крила сада смештена из крила авиона. Овај положај пилотске кабине је смањио прегледност пилоту тако да је већ код другог прототипа пилотско седиште подигнуто, добила се боља прегледност али са друге стране повећала се изложеност пилота. Пошто је АНТ-3 био борбени извиђачки авион, у простор путничке кабине код авиона АНТ-2 поред пилотске кабине био је и простор за смештај извиђача са митраљезом који је служио за заштиту авиона од ловаца. Пилот је седео у отвореном кокпиту авиона, иза крила авиона, заштићен ветробраном од плексигласа, а извиђач се налазио одмах иза пилотових леђа и био је у стојећем ставу. Доњи део трупа је изведен у облику чамца с том разликом што се ка репу труп сужавао. Носећа структура авиона је направљена од цеви и профила направњених од кољчугалуминијума, док је оплата трупа била је од валовитог алуминијумског лима. Конструкција крила такође била израђена од кољчугалуминијума. Доње крило је било мањих диманзија од горњег а упорница која је повезивала горње и доње крило је била направљена такође од алуминијума у облику слова К. Горње крило је било постављено одмах изнад трупа авиона а доња ивица доњег крила је била поравната са доњом површином трупа авиона. Доње крило је након фабричког тестирања подигнуто на више и тиме поправљене летне карактеристике авиона.

### Варијанте
- АНТ-3-1 - први прототип авиона АНТ-3 са мотором  снаге 298kW,
- АНТ-3-1 (Р-3НЛ**) - други прототип авиона АНТ-3 са мотором  снаге 336kW
- Р-3 - серијски произведен војни извиђачки авион са мотором  снаге 298kW (12 примерака), са мотором М-5 (18 примерака авиона),
- Р-3ЛД** - серијски произведен војни извиђачки авион са мотором  снаге 336kW (произведено 79 примерака),
- Р-7 - прототип авиона АНТ-3 са мотором  снаге 336kW, познат такође под именом АНТ-10 (произведен само 1 примерак),
- ПС-3 - путничка верзија авиона АНТ-3, настала конверзијом од авиона Р-3.[5]

Напомена: ** словне ознаке потичу од почетних слова назива мотора који су уграђени у авион.

## Наоружање
- стрељачко: 1 х 7,62mm митраљез синхронизован са елисом, (у каснијим серијама уграђивано је по два митраљеза на предњој страни авиона)
- стрељачко: 2 х 7,62mm удвојени (двоцевни) митраљез који се налази иза кокпита пилота којим стрелац-извиђач штити задњу сферу авиона,
- бомбардерско: слободно падајуће бомбе 8 х 32 kg највише до 256 kg овешане на крилним носачима којих је било осам.[4]

## Оперативно коришћење
Производња авиона АНТ-3 је трајала од 1926 до 1929. године и у том периоду је у ГАЗ (државној фабрици авиона) касније познатој под бројем No 22, произведено заједно са прототиповима 103 примерка ових авиона. Користили су се прилично дуго иако не само за основну намену за коју су пројектовани. Авион двокрилац као извиђач технолошки је врло брзо застарео пре свега због брзине и покретљивости у ваздуху, али је нашао друге примене (ВИП авион, авион за везу, транспорт и слично).
Авион АНТ-3 је коришћен пре свега за намену за коју је пројектован, био је извиђач, затим служио је као лаки бомбардер, у цивилне сврхе је служио као поштански авион за превоз поште, новина и терета или као путнички авион варијанта ПС-3. Поред овога овај авион је обавио и не тако безначајну пропагандну улогу са овим авионом је направљено неколико летова који су задивили свет и служили на част совјетском ваздухопловству.
Са појавом авиона АНТ-3 родила се идеја о постављању рекордних летова. Већ код фабричког тестирања авион је летео на релацији Москва-Кијев-Москва то је био почетак, 17. априла 1926. године пробни пилот М. М. Громов је са овим авионом и 830 kg терета превалио пут на релацији Москва-Тула-Калуга-Москва прешавши раздаљину од 430 km просечном брзином од 146 km/h.
Након извршених побољшања авиона АНТ-3 и интензивним летењем пилоти и конструктори су се уверили да је авион добар и поуздан и да се са њим ногу правити и дужи летови. У то време се у свету обарали рекорди свих могућих врста па је одлучено да се авионом АНТ-3 направи један промотиван лет по европским престоницама. Тако су од 30. августа до 2. септембра авионом АНТ-3 пилот М. М. Громов и механичар Е. В. Радзевич направили лет на релацији Москва-Берлин-Париз-Рим-Беч-Праг-Варшава-Москва иако их није пратило оптимално време за лет, њих двојица су превалили 7.150 km за 34 сата и 15 минута. Тиме су показали да је совјетска индустрија у стању да направи добар авион и да има веште и неустрашиве пилоте.
Када је Уједињено Краљевство 1927. године прекинуло дипломатске односе са СССР-ом и увела трговински ембарго који је требало највише да погоди ваздухопловство јер је прекинута испорука авионских мотора Napier Lion, Совјети су предузели лет на релацији Москва-Токио под називом „Наш одговор“, лет је обављен од 20. августа до 1. септембра 1927. године. Пилот је био С. Шестаков са механичарем Д. В. Фуфаевим, а авион је био опремљен мотором Микулин М-5 који се у Совјетском Савезу производио по узору на амерички мотор Liberty L-12. Маршрута лета је била Москва-Саратов-Омск-Новосибирск-Иркутск-Чита-Благовјешченск-Спаск-Даљни-Нанјанг (Кореја)-Јокохама-Токио, тим истим путем су се и вратили у Москву. Пут је трајао око 12 дана време трајања лета је било 153 сати лета, пређено је 22.140 km. Био је то изузетно напоран пут и за авион и посаду. Циљ овог лета је постигнут, свету је показан ниво совјетског авиоградитељства и висока обученост пилота и посада авиона.
Са оваквом врстом летова се наставило касније новим типовима авиона као што је то био лет Москва-Њујорк авионом АНТ-4, а затим и серија рекордних летова постигнути авионом АНТ-25. Постављање рекорда је постала традиција у совјетском ваздухопловству тако да је ретко наћи авион којим није постављен неки рекорд. Већина рекорда је обично постављана још у фази тестирања нових авиона, увек је то била на неки начин провера квалитета нове летилице.

## Земље које су користиле овај авион
- СССР